# 마르코스 세나
마르코스 세나(포르투갈어: Marcos Antônio Senna da Silva, 1976년 7월 17일, 브라질 상파울루 ~ )는 브라질 출신 스페인의 은퇴한 축구 선수이다.

## 선수 경력

### 클럽 경력
세나는 UEFA 챔피언스리그 2005-06에서 후안 로만 리켈메, 디에고 포를란, 후안 파블로 소린 등과 함께 비야레알의 주전으로 맹활약을 펼쳤고, 팀이 챔피언스리그에 처녀 출전하여 단번에 4강까지 오르는 데 큰 힘을 보탰다. 챔피언스리그 종료 후, 프리미어리그의 아스날과 같은 명문 클럽들이 세나 영입에 큰 관심을 보였다.
2006년 FIFA 월드컵이 끝난 후 맨체스터 유나이티드의 이적 제안을 받고 계약 직전까지 갔으나, 맨체스터 유나이티드가 잉글랜드 출신의 마이클 캐릭과 오언 하그리브스를 영입할 의사를 밝히면서 세나의 맨체스터 유나이티드 이적은 실패로 돌아갔다.
이후 비야레알의 주장을 맡아 06/07 UEFA컵 진출, 07/08 프리메라리가 준우승 등을 이끌며 팀에서 가장 사랑받는 선수가 되었고 07/08 시즌의 환상적인 활약으로 스페인의 인기 잡지 돈 발론에서 선정한 올시즌 라리가 최고의 선수로 뽑히는 기염을 토했다.
유로 2008 우승 이후에는 무려 이 32살의 노장 선수에게 페네르바체 SK가 완전 이적 조항으로 2000만 파운드를 제시했을 정도로 그 가치를 인정받았다. 그럼에도 불구하고 그 때 당시는 수비형 미드필더의 일인자라고 극찬을 받을 만큼 공격, 수비, 조율 능력 등 모든 능력을 최고로 인정 받는 추세이다. 그러나 2010년에는 체력 문제로 비야레알에서 주전으로 발탁되지 못 하면서 서서히 밀리기 시작했다. 결국 2013년 11년간 활약했던 비야레알을 떠나 미국의 뉴욕 코스모스로 이적했다.

### 국가대표
2006년 FIFA 월드컵 직전 스페인으로 귀화했고, 2006년 FIFA 월드컵에서 스페인 축구 국가대표팀의 일원으로 뛰었다. 한창 물이 올라있던 2008년에는 유로 2008 스페인 축구 국가대표팀 선수 명단에 포함되었다. 세나는 대표팀의 최대 경쟁자 사비 알론소를 벤치로 밀어내고 6경기 중 5경기를 풀타임으로 소화하며 스페인의 유로 2008 우승에 크게 기여했다. 유로 2008에서의 활약으로 축구에서 가장 권위있는 발롱도르 후보 30명에 수비형 미드필더로선 유일하게 이름을 올려 11위를 차지했다. 2009년 FIFA 컨페더레이션스컵 대표팀 명단에는 부상으로 선발되지는 못하였다. 그리고 소속팀에서도 주전으로 출전 못 하는 사이 세르히오 부스케츠가 그의 자리를 대체하여 2010년 FIFA 월드컵 명단에 포함되지 못 했다.

## 수상
코린치앙스
- 1999년 브라질 세리 A 우승
- 1999년 캄페오나투 파울리스타 우승
- 2000년 FIFA 클럽 세계 선수권 대회 우승

 비야레알
- 프리메라리가 준우승 : 2007-08
- 세군다 디비시온 준우승 : 2012-13
- UEFA 챔피언스리그 4강 : 2005-06
- UEFA 인터토토컵 : 2003, 2004

 뉴욕 코스모스
- 2013년 북미 축구 리그 폴 챔피언십 우승
- 2013 사커 보올 우승

 스페인
- UEFA 유로 2008 우승

개인
- UEFA 유로 2008 베스트 팀